# Рудник (Цеглув)
Рудник (пол. Rudnik) — деревня в Польше, расположенная в Мазовецком воеводстве, в Миньском повете, в гмине Цеглув.

## Общие сведения
Расположена примерно в 4 км к северо-востоку от Цеглува, в 14 км к востоку от Минска Мазовецкого и в 53 км к востоку от Варшавы.
Рудник находится в непосредственной близости от населенного пункта Цеглув. Компактная деревня, расположенная вдоль поветской дороги, ведущей в Мрозы, на территории которой находятся леса, окружающие деревню от Цеглува, на границе с Pełczanką до границы с соседней гминой Мрозы. Площадь земель, относящихся к деревне — 570,78 га.
Деревня упоминается во второй половине XVI века в повете Гарволин Черской земли Мазовецкого воеводства. В 1975—1998 годах деревня административно входила в состав Седлецкого воеводства.
По данным переписи населения 2011 года, население деревни составляет 144 человека.

## Галерея

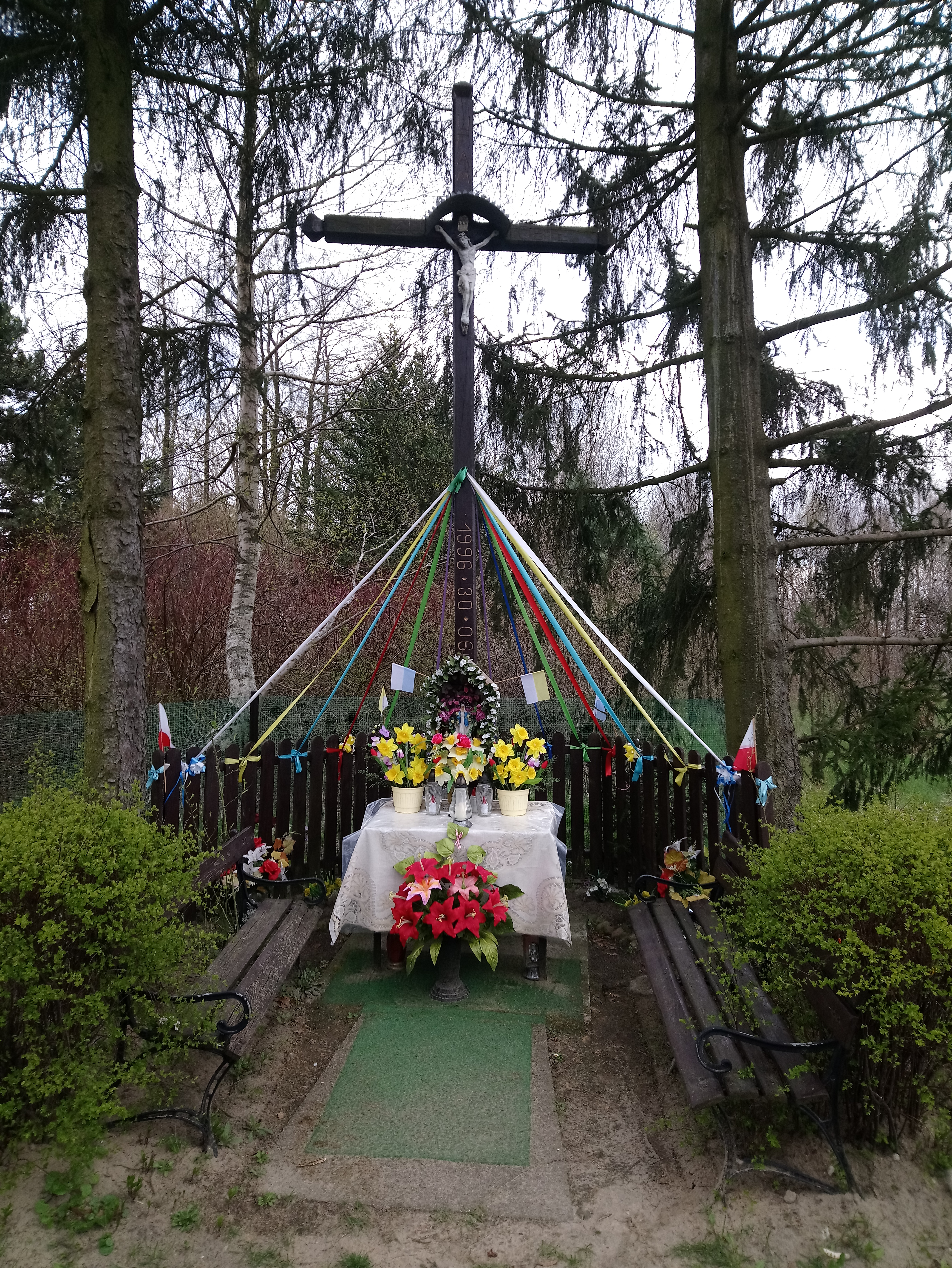
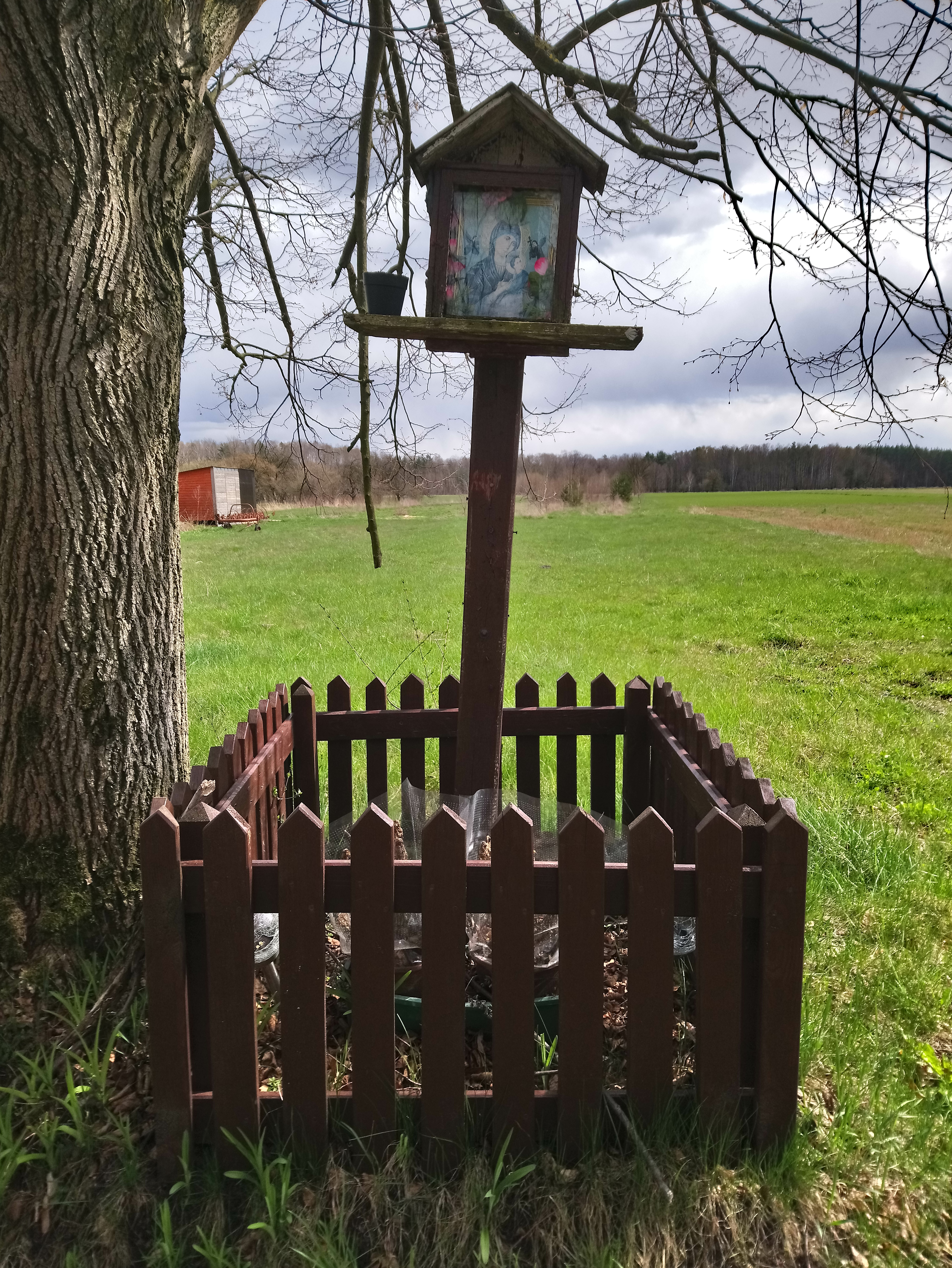
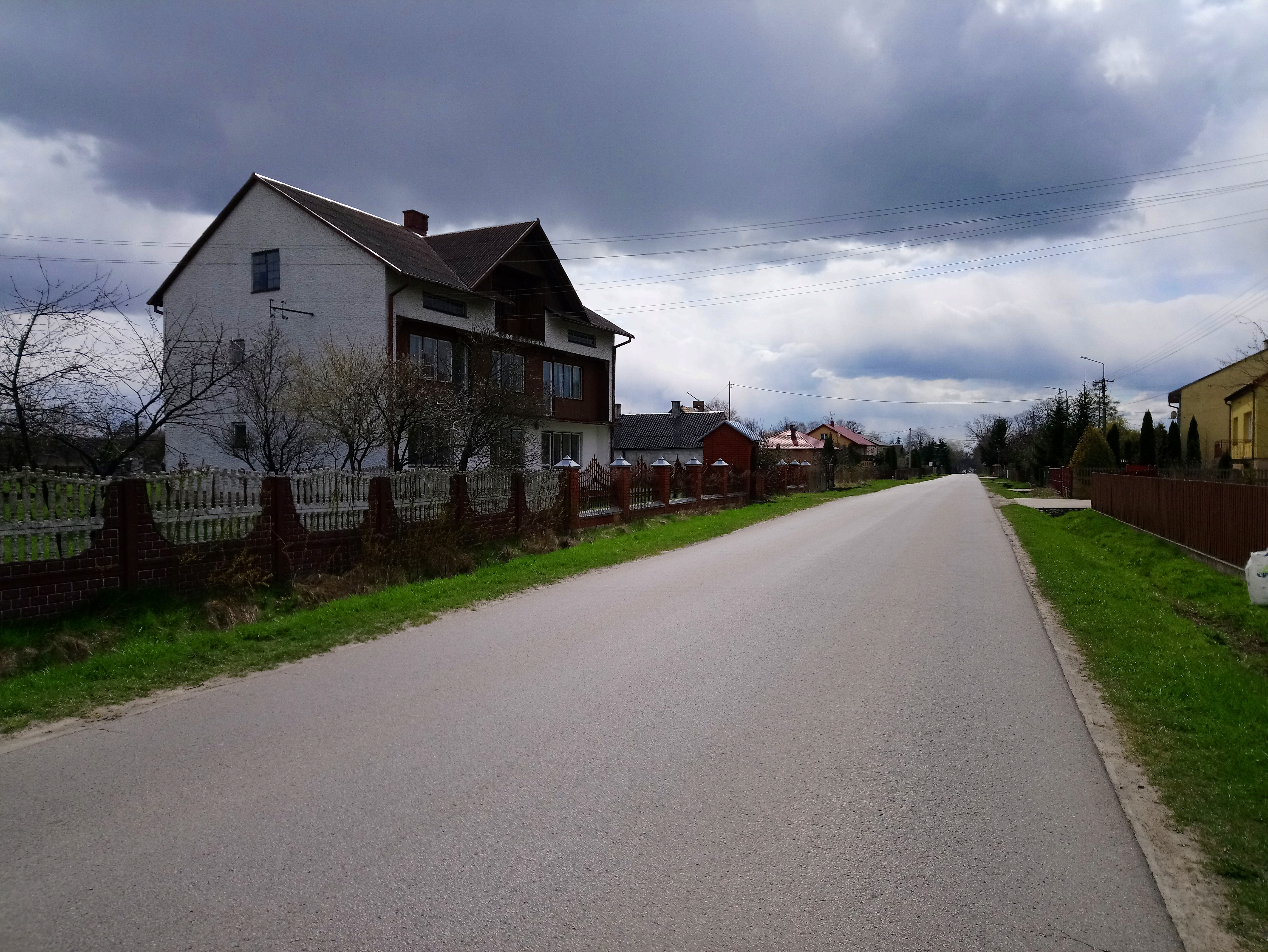
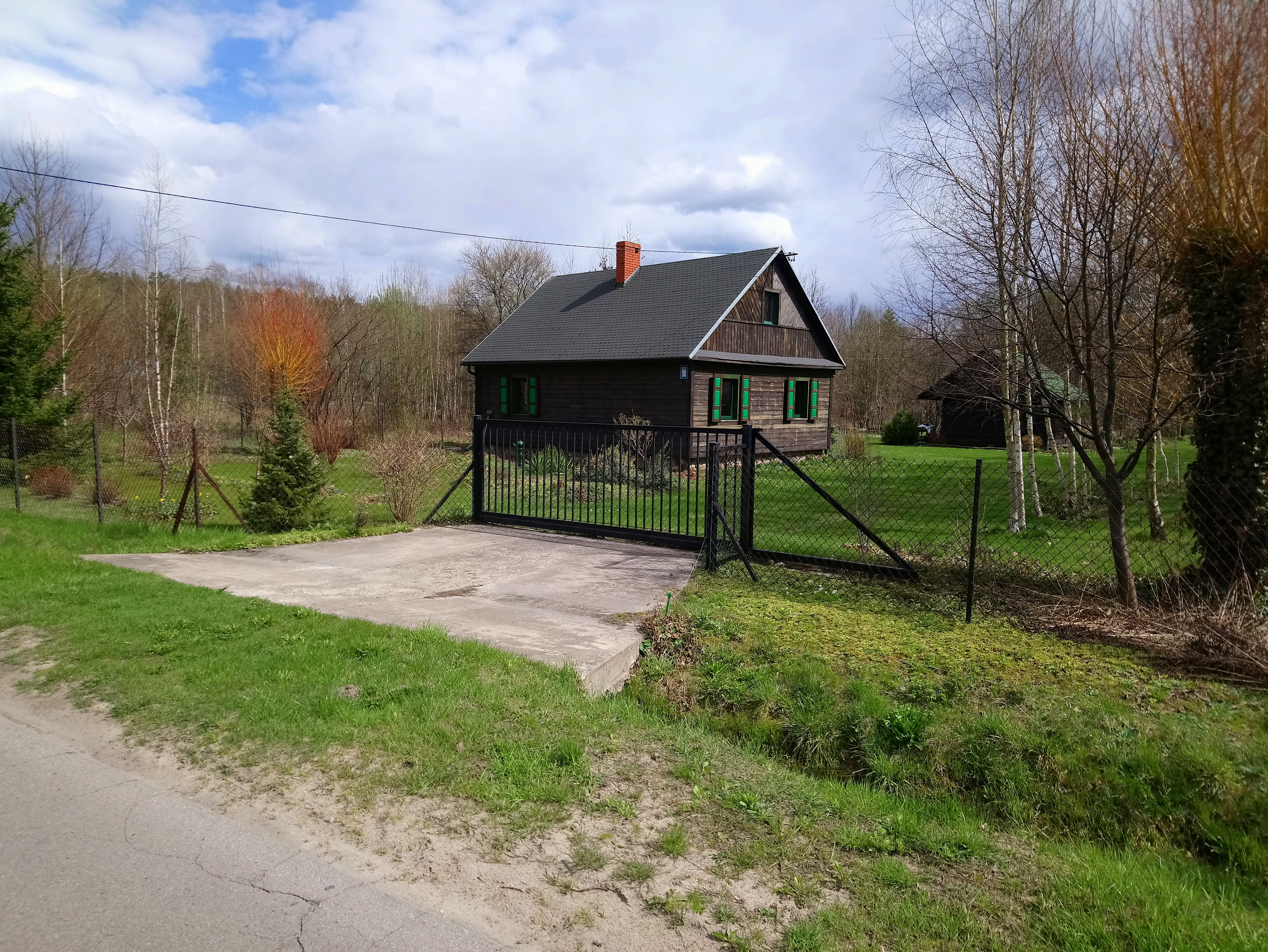
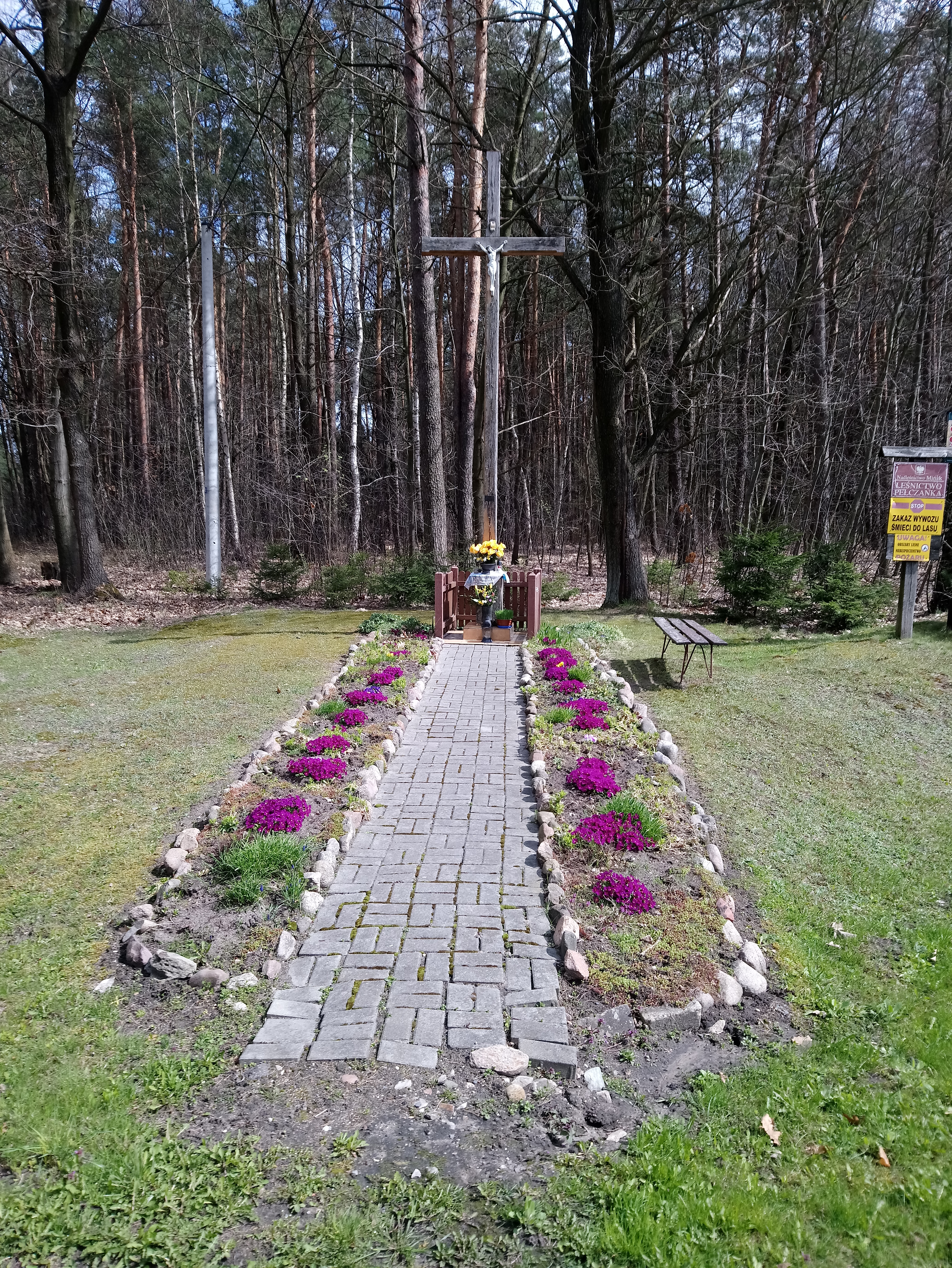
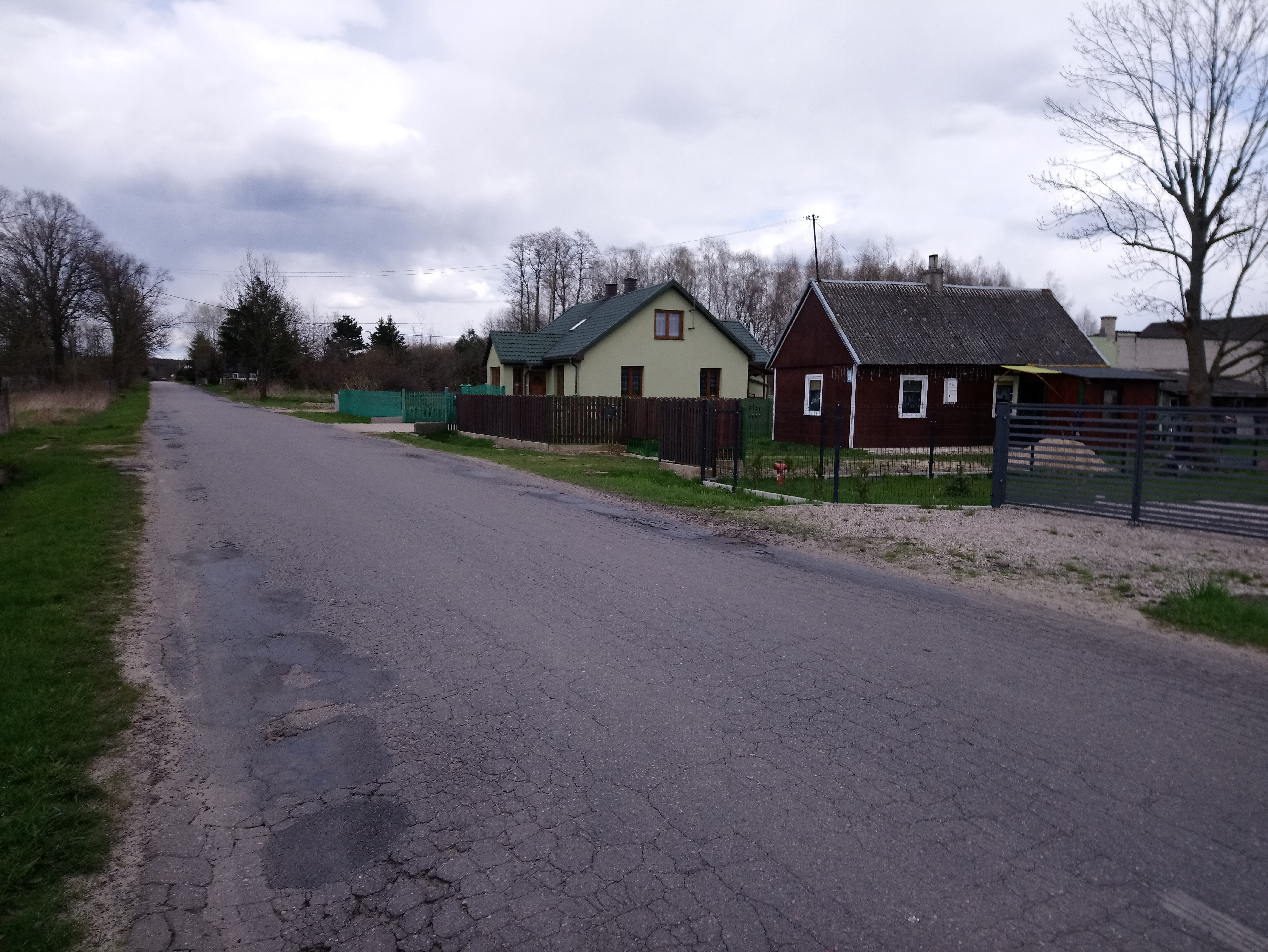